# Synonym
En synonym (grekiska syn, 'samman' + onoma, 'namn') är ett ord, som har samma eller snarlik betydelse som visst annat ord. Synonymer tillhör semantiska relationer och förklarar hur ord i ett givet ordförråd står i relation till varandra. Ett ord kan vara synonymt med ett annat. 
Synonymi kallas också en retorisk stilfigur vilken används som stilmedel för att göra en text eller ett tal mera varierande. Genom detta känner mottagaren ett större behag (delectare) och påverkas starkare av innehållet än vid upprepning av samma ord. Synonymer förstärker språket och ger intryck av ett ökat uppmärksammande hos publiken. För att hitta total synonymi jämförs oftare ord med fraser. 

## Exempel på synonymer
- Lysande – klart skimrande, glänsande
- Slut – avslutad, till ända, förbrukat
- Glad – munter, lycklig, belåten
- Skog – dunge, hult, lund
- Identisk – samma, precis lika, sammanfallande

## Synonymin i retoriken
Synonymin är en av de stilfigurer som används i retoriken för att ge språket en iögonenfallande utsmyckning och kategoriseras traditionellt som en ordfigur. Den liksom andra stilfigurer tillhör den tredje delen i rhetórica pártes, alltså elocutio, som handlar om att utforma talet. Synonymi underlättar variation och utsmyckning av språk och används för att anpassa en text eller ett tal till en bestämd publik.
Ett klassiskt exempel på synonymi finns i William Shakespeares pjäs Julius Caesar: "You blocks, you stones, you worse than senseless things!"